# Bernd Löffler
Bernd Löffler (* 1963) ist ein ehemaliger deutscher Degenfechter.
Er focht beim Heidenheimer SB, mit dessen Herren-Degenmannschaft er 1982, nach jahrelanger Dominanz des FC Tauberbischofsheim, den deutschen Meistertitel – ausgerechnet in Tauberbischofsheim – erringen konnte. Löffler wurde 1988 und 1991 der Königsbräu-Pokal als bestem Fechter des veranstaltenden Heidenheimer SB beim Heidenheimer Pokal verliehen. 1992 erreichte er mit dem sechsten Platz bei Deutschen Meisterschaften seine beste Platzierung im Degen-Einzel.
Mit der Junioren-Nationalmannschaft startete er 1981 bei den Weltmeisterschaften.